# Luísa Ducla Soares
Maria Luísa Bliebernicht Ducla Soares de Sottomayor Cardia (Lisboa, 20 de julho de 1939) é uma escritora portuguesa que se tem dedicado especialmente a literatura infantil.

## Biografia
Luísa Ducla Soares nasceu em Lisboa a 20 de Julho de 1939 e licenciou-se em Filologia Germânica. Iniciou a sua atividade profissional como tradutora, consultora literária e jornalista, tendo sido diretora da revista de divulgação cultural Vida (1971-2). Colaboradora de diversos jornais e revistas, estreou-se com um livro de poemas Contrato em 1970. Foi adjunta do Gabinete do Ministro da Educação (1976-8).
Trabalhou de 1979 a 2009 na Biblioteca Nacional onde iniciou a sua atividade realizando uma bibliografia de literatura para crianças e jovens em Portugal. Aí organizou numerosas exposições, sendo atualmente assessora desta instituição e responsável pela Área de Informação Bibliográfica.
Orientando-se preferencialmente para a literatura destinada a crianças e jovens, publicou mais de 80 obras. É sócia-fundadora do Instituto de Apoio à Criança. Tem escrito guiões televisivos (26) e prepara diversos sites de Internet, nomeadamente os da Presidência da República - Página dos Mais Novos. Tem elaborado diversas publicações selectivas da literatura infantil nacional e internacional para o Instituto Português do Livro e das Bibliotecas, pa Ministério da Educação e Fundação Gulbenkian .
Vários poemas seus foram musicados, tendo sido editado em 1999 um CD com letras exclusivamente de sua autoria musicados por Susana Ralha. Intitula-se 25 por ser constituído por 25 canções e se integrar na comemoração dos 25 anos da Revolução de 25 de abril. Junto de escolas e bibliotecas desenvolve regularmente ações de incentivo à leitura. Participa frequentemente em colóquios e encontros, apresentando conferências e comunicações sobre problemática relacionada com os jovens e a leitura e sobre literatura para os mais novos.

## Prémios e reconhecimento
Foi distinguida com os prémios: 
- 1973 - Grande Prémio de Literatura Infantil Maria Amália Vaz de Carvalho, por A História da Papoila
- 1986 - Grande Prémio Gulbenkian de Literatura para Crianças e Jovens, por 6 Histórias de Encantar

- 1996 - Grande Prémio Gulbenkian de Literatura para Crianças e Jovens, pelo conjunto da sua obra

Foi nomeada para os prémios:
- 2004 - Prémio Hans Christian Andersen da IBBY (International Board on Books for Young People) [4]

- 2019 -  Prémio ALMA - Astrid Lindgren Memorial Award [5]

## Obras
Entre as suas obras encontram-se: 
1. Contrato  (Poesia), 1970
2. A História da Papoila,  (Infanto-juvenil), 1972 ; 1977
3. Maria Papoila,  (Infanto-juvenil), 1973 ; 1977
4. O Dr. Lauro e o Dinossauro, (Infanto-juvenil), 1973 ; 1985
5. Urso e a Formiga, (Infanto-juvenil), 1973 ; 2002
6. O Soldado João, (Infanto-juvenil), 1973 ; 2002
7. O Ratinho Marinheiro (Poesia para a infância), 1973 ; 2001
8. O Gato e o Rato, prosa (Infanto-juvenil), 1973 ; 1977
9. Oito Histórias Infantis, prosa (Infanto-juvenil), 1975
10. O Meio Galo e Outras Histórias, prosa (Infanto-juvenil), 1976 ; 2001
11. AEIOU, História das Cinco Vogais, (prosa) (Infanto-juvenil), 1980 ; 1999
12. O Rapaz Magro, a Rapariga Gorda, prosa (Infanto-juvenil), 1980 ; 1984
13. Histórias de Bichos, prosa (Infanto-juvenil), 1981
14. O Menino e a Nuvem, prosa (Infanto-juvenil), 1981
15. Três Histórias do Futuro, prosa (Infanto-juvenil), 1982
16. O Dragão, prosa (Infanto-juvenil), 1982 ; 2002; 2015 (Porto Editora)
17. O Rapaz do Nariz Comprido, prosa (Infanto-juvenil), 1982 ; 1984
18. O Sultão Solimão e o Criado Maldonado (Poesia para a infância), 1982
19. Poemas da Mentira... e da Verdade (Poesia para a infância), 1983 ; 1999
20. O Homem das Barbas, prosa (Infanto-juvenil), 1984
21. O Senhor Forte, prosa (Infanto-juvenil), 1984
22. A Princesa da Chuva, prosa (Infanto-juvenil), 1984
23. O Homem alto, a Mulher baixinha, prosa (Infanto-juvenil), 1984
24. De Que São Feitos os Sonhos: A Antologia Diferente, prosa (Infanto-juvenil), 1985 ; 1994
25. O Senhor Pouca Sorte, prosa (Infanto-juvenil), 1985
26. A Menina Boa, prosa (Infanto-juvenil), 1985
27. A Menina Branca, o Rapaz Preto, prosa (Infanto-juvenil), 1985
28. 6 Histórias de Encantar, prosa (Infanto-juvenil), 1985 ; 2003
29. A Vassoura Mágica, prosa (Infanto-juvenil), 1986 ; 2001
30. O Fantasma, prosa (Infanto-juvenil), 1987
31. A Menina Verde, prosa (Infanto-juvenil), 1987
32. Versos de Animais (Antologia de Literatura Tradicional), 1988
33. Destrava Línguas (Antologia de Literatura Tradicional), 1988 ; 1997
34. Crime no Expresso do Tempo, prosa (Infanto-juvenil), 1988 ; 1999
35. Lenga-Lengas (Antologia de Literatura Tradicional), 1988 ; 1997
36. O Disco Voador, prosa (Infanto-juvenil), 1989 ; 1990
37. Adivinha, Adivinha: 150 adivinhas populares (Antologia de Literatura Tradicional), 1991 ; 2001
38. É Preciso Crescer, ( infanto- juvenil )1992
39. A Nau Catrineta, prosa (Infanto-juvenil), 1992
40. À Roda dos Livros: Literatura Infantil e Juvenil (Divulgação), 1993
41. Diário de Sofia & Cia aos Quinze Anos(Infanto-juvenil), 1994 ; 2001
42. Os Ovos Misteriosos, prosa (Infanto-juvenil), 1994 ; 2002
43. O Rapaz e o Robô, prosa (Infanto-juvenil), 1995 ; 2002
44. S. O. S.: Animais em Perigo!..., prosa (Infanto-juvenil), 1996
45. O Casamento da Gata, poesia (Infanto-juvenil), 1997 ; 2001
46. Vamos descobrir as bibliotecas (Divulgação), 1998
47. Vou Ali e Já Volto, prosa (Infanto-juvenil), 1999
48. Arca de Noé, poesia (Infanto-juvenil), 1999
49. A Gata Tareca e Outros Poemas Levados da Breca (Poesia para a infância), 1999 ; 2000; 2014 (Porto Editora)
50. ABC, poesia (Infanto-juvenil), 1999 ; 2001
51. 25 (Poesia para a infância), 1999
52. Seis Contos de Eça de Queirós (Contos), 2000 ; 2002
53. Com Eça de Queirós nos Olivais no ano 2000 (Divulgação), 2000
54. Com Eça de Queirós à roda do Chiado (Divulgação), 2000
55. Mãe, Querida Mãe! Como é a Tua?, prosa (Infanto-juvenil), 2000 ; 2003
56. Lisboa de José Rodrigues Miguéis (Divulgação), 2001
57. Roteiro de José Rodrigues Miguéis: do Castelo ao Camões (Divulgação), 2001
58. A flauta, prosa (Infanto-juvenil), 2001
59. Uns óculos para a Rita, prosa (Infanto-juvenil), 2001
60. Todos no Sofá, poesia (Infanto-juvenil), 2001
61. 1, 2, 3, poesia (Infanto-juvenil), 2001 ; 2003
62. Alhos e Bugalhos (Divulgação), 2001
63. Meu bichinho, meu amor, prosa (Infanto-juvenil), 2002
64. Cores, prosa (Infanto-juvenil), 2002
65. Gente Gira, prosa (Infanto-juvenil), 2002
66. Tudo ao Contrário!, prosa (Infanto-juvenil), 2002
67. Viagens de Gulliver, adaptação livre (Teatro para a infância), 2002
68. O Rapaz que vivia na Televisão, prosa (Infanto-juvenil), 2002
69. Contrários, poesia (Infanto-juvenil), 2003
70. Quem está aí?, prosa (Infanto-juvenil), 2003
71. A Cavalo no Tempo, poesia (Infanto-juvenil), 2003, 2015 (Porto Editora)
72. Pai, Querido Pai! Como é o Teu?, prosa (Infanto-juvenil), 2003
73. A Carochinha e o João Ratão, poesia (Infanto-juvenil), 2003
74. Se os Bichos se vestissem como Gente, prosa (Infanto-juvenil), 2004
75. A festa de anos, prosa (Infanto-juvenil), 2004
76. Contos para rir, prosa (Infanto-juvenil), 2004
77. Abecedário maluco, poesia (Infanto-juvenil), 2004
78. Histórias de dedos, prosa (Infanto-juvenil), 2005
79. A Cidade dos Cães e outras histórias, prosa ( Infanto- juvenil ), 2005
80. Há sempre uma estrela no Natal, contos ( Infanto-juvenil ) Civilização,2006
81. Doutor Lauro e o dinossauro, prosa (Infanto-Juvenil), 2.ª ed, Livros Horizonte, 2007
82. Mais lengalengas (recolhas ), Livros Horizonte,2007
83. Desejos de Natal (Infanto-juvenil ), Civilização,2007
84. As Canções do Alfa, Porto Editora, 2013
85. 'Números com Histórias, Porto Editora, 2013
86. Poesia para Todo o Ano, Porto Editora, 2013
87. Os animais do Natal (ilustrações de Ângela Vieira), Porto Editora, 2012
88. Luísa – As histórias da minha vida, Porto Editora, 2020.